# Relations entre l'Inde et le Zimbabwe
Les relations entre l'Inde et le Zimbabwe sont les relations bilatérales de la république de l'Inde et de la république du Zimbabwe.

## Histoire
L'Inde et le Zimbabwe ont une longue histoire de relations étroites et cordiales. À l'époque du royaume Munhumutapa, les commerçants indiens ont établi des liens étroits avec le Zimbabwe, en faisant le commerce de textiles, de minéraux et de métaux. Les fils de la maison royale de Munhumutapa se sont rendus en Inde pour élargir leur éducation. Au XVIIe siècle, un grand fils du Zimbabwe, Dom Miguel — prince, prêtre et professeur, et héritier du trône impérial des Mutapas — a étudié à Goa. Un pilier inscrit se dresse aujourd'hui dans une chapelle de Goa, en hommage à sa stature intellectuelle. L'Inde a soutenu la lutte pour la liberté du Zimbabwe. L'ancienne première ministre Indira Gandhi a participé aux célébrations de l'indépendance du Zimbabwe en 1980.
Il y a eu de fréquents échanges de visites de haut niveau dans le passé, bilatérales ou pour assister à des sommets tels que le Mouvement des non-alignés, la réunion des chefs de gouvernement du Commonwealth (Commonwealth Heads of Government Meeting - CHOGM) et le G-15. L'ancien Premier ministre Shri Vajpayee et le Président Robert Mugabe se sont rencontrés deux fois en 2003, en marge des sommets de l'assemblée générale des Nations unies et du mouvement des non-alignés. L'ancien président Mugabe a assisté à la troisième conférence du Sommet du Forum Inde-Afrique qui s'est tenue à Delhi en 2015.
L'Inde a soutenu le mouvement pour l'indépendance du Zimbabwe. La première ministre de l'époque, Indira Gandhi, a assisté aux célébrations du jour de l'indépendance du pays en 1980. Les premiers ministres Rajiv Gandhi, Pamulaparthi Venkata Narasimha Rao et Haradanahalli Dodde Deve Gowda se sont rendus au Zimbabwe en 1986, 1991 et 1996 pour participer respectivement au Sommet du Mouvement des pays non alignés, au Sommet du CHOGM et au Sommet du G-15,,. Les présidents Ramaswamy Venkataraman et Shankar Dayal Sharma ont effectué des visites d'État dans le pays en 1991 et 1995 respectivement.